# Klaus Toppmöller
Klaus Toppmöller (ur. 12 sierpnia 1951 w Rivenich, Nadrenia-Palatynat) – niemiecki piłkarz i trener piłkarski. W latach 2001–2003 był szkoleniowcem Bayeru 04 Leverkusen, z którym w 2002 roku dotarł do finału Ligi Mistrzów. Od stycznia 2006 do kwietnia 2008 roku pełnił obowiązki selekcjonera reprezentacji Gruzji. Jego syn Dino także został piłkarzem i trenerem.

## Kariera piłkarska
Sportową przygodę zaczynał w Eintrachcie Trewir. Od 1972 do 1980 roku był czołowym napastnikiem Bundesligi. W tym czasie występował w 1. FC Kaiserslautern, w którego barwach rozegrał 204 mecze i strzelił 108 goli. Trzykrotnie (raz w 1976, dwa razy w 1979 roku) zagrał w reprezentacji RFN, m.in. na Mistrzostwach Europy 1976. W 1980 roku przeniósł się na piłkarską emeryturę do Stanów Zjednoczonych.

## Kariera szkoleniowa
Pracę szkoleniową rozpoczynał w klubach trzeciej i czwartej ligi niemieckiej. W 1991 roku trafił do drugoligowego Waldhof Mannheim, później krótko prowadził Eintracht Frankfurt, a w 1994 na pięć lat został w VfL Bochum.
W sezonie 1995–1996 awansował z nim do Bundesligi, rok później, dzięki wysokiemu miejscu w tabeli, klub zadebiutował w rozgrywkach Pucharu UEFA. Toppmöller pożegnał się z Bochum w czerwcu 1999 roku po tym, jak nie zdołał utrzymać zespołu w ekstraklasie.
W 2001 roku znalazł zatrudnienie w Bayerze 04 Leverkusen. Już w pierwszym sezonie udało mu się doprowadzić Aptekarzy do finałów Pucharu Niemiec i Pucharu Mistrzów. W obu przegrali (najpierw 2:4 z FC Schalke 04, a kilka dni później ulegli 1:2 Realowi Madryt), ponadto zajęli drugie miejsce w lidze, i dlatego drużynę, w której występowali wówczas Michael Ballack, Hans-Jörg Butt, Lúcio, czy Bernd Schneider, dziennikarze ochrzcili mianem Neverkusen. W kolejnym sezonie ten sam zespół musiał jednak bronić się przed spadkiem. Toppmöllera zdymisjonowano po dwudziestej pierwszej kolejce.
Na początku rozgrywek 2003–2004 został trenerem Hamburgera SV. Na finiszu sezonu hamburczycy zajęli ósme miejsce. Kilka miesięcy później trenerowi podziękowano za współpracę.
Od stycznia 2006 do kwietnia 2008 roku był selekcjonerem reprezentacji Gruzji.

## Sukcesy szkoleniowe
- awans do Bundesligi w sezonie 1995–1996 z VfL Bochum
- wicemistrzostwo Niemiec 2002, finał Pucharu Niemiec 2002 oraz finał Pucharu Mistrzów 2002 z Bayerem Leverkusen